# Rio do Braço (Goiás)
O rio do Braço é um curso de água que banha o  estado de Goiás. 